# Pożar Londynu (1666)
Wielki pożar Londynu (ang. Great Fire of London) – pożar w centralnym Londynie trwający od niedzieli 2 września do czwartku 6 września 1666 roku, obejmujący głównie średniowieczną dzielnicę City of London otaczaną przez zbudowany jeszcze w czasach rzymskich mur londyński, a następnie rozprzestrzeniający się na zachód. Oficjalna liczba ofiar katastrofy jest relatywnie nieduża, chociaż część historyków kwestionuje to przekonanie.
Pożar rozpoczął się w niedzielę 2 września niedługo po północy w piekarni na ulicy Pudding Lane, szybko się rozprzestrzeniając. Użycie skutecznych metod przeciwpożarowych w postaci tworzenia pasów przeciwpożarowych poprzez usunięcie struktur stojących na drodze ognia zostało znacząco opóźnione ze względu na niezdecydowanie ówczesnego lorda majora Londynu, sir Thomasa Bloodwortha. Wyburzenie większych budynków zarządzono dopiero w niedzielę w nocy, jednak do tego czasu wiatr zamienił już pożar w burzę ogniową, wobec której zastosowanie takich środków było nieskuteczne; w poniedziałek pożoga rozprzestrzeniła się na północ, w kierunku centrum City. Szybko pojawiły się podejrzenia, jakoby za podpaleniem stali obcokrajowcy, a ludzie pozbawieni domów swój gniew skupili na Francuzach i Holendrach, z którymi Anglia toczyła wówczas II wojnę angielsko-holenderską; znaczna liczba imigrantów z tych krajów stała się ofiarami ulicznej przemocy. We wtorek pożar opanował niemal całe City, niszcząc katedrę św. Pawła, i przeskoczył na drugą stronę rzeki Fleet, zagrażając dworowi Karola II Stuarta przy Whitehall. Równocześnie prowadzone były skoordynowane działania przeciwpożarowe, jednak za kluczowe czynniki ugaszenia pożaru uznaje się zmniejszenie siły wschodniego wiatru oraz użycie przez garnizon z Tower of London ładunków czarnego prochu do tworzenia pasów przeciwpożarowych, co powstrzymało rozprzestrzenianie się ognia w kierunku wschodnim.
Po opanowaniu żywiołu Londyn stanął przed olbrzymimi problemami ekonomicznymi i społecznymi. Król Karol II zalecał, żeby opuścić miasto i osiedlić się gdzieś indziej, obawiając się, że niezadowoleni mieszkańcy mogą wzniecić przeciwko niemu powstanie. Zaproponowano różne – niekiedy radykalne – plany odbudowy miasta. Ostatecznie Londyn odbudowano na planie średniowiecznym, a zastosowany wtedy układ ulic przetrwał do XXI wieku.

## Londyn w latach 60. XVII wieku
W latach 60. XVII wieku Londyn był największym miastem w Anglii, zamieszkiwanym przez 300–400 tys. osób, a w świecie zachodnim trzecim co do wielkości. Angielski pisarz John Evelyn, porównując Londyn do barokowego przepychu Paryża roku 1659, określił je jako „drewniane, typowo północne, niesztuczne skupisko domów”. Mówiąc o mieście „niesztucznym” miał na myśli, że powstawało ono bez wyraźnego planu i bezustannie się zmieniało, co było skutkiem szybkiego rozwoju i eksurbanizacji. Historycznie miasto przez cztery wieki znajdowało się pod panowaniem Rzymian, którzy wznieśli wokół niego mur obronny, i to w jego obrębie przez długi okres osiedlali się mieszkańcy. Z czasem rozrosło się poza mur, za którym powstały dzielnice biedoty, takie jak Shoreditch, Holborn i Southwark, sięgając aż do Westminsteru.
Pod koniec XVII wieku obszar City of London – otoczony przez mur miejski i Tamizę – liczył 2,8 km², a chociaż stanowił tylko część miasta, zamieszkiwało go około 80 tys. osób, co stanowiło ¼ ówczesnej populacji całego Londynu. Dzielnica otoczona była pierścieniem przedmieść, które zamieszkiwała większość londyńczyków. Już wtedy City było centrum londyńskiego handlu, znajdował się tam najbardziej uczęszczany angielski port, a wśród mieszkańców dominowali kupcy i rzemieślnicy. Dzielnica była zakorkowana i zanieczyszczona, powszechne były również problemy zdrowotne, zwłaszcza że rok wcześniej jej mieszkańcy ucierpieli podczas wielkiej zarazy.
Relacje pomiędzy City a koroną angielską często bywały napięte. Podczas angielskiej wojny domowej (1642–1651) City stanowiła twierdzę zwolenników republikanizmu, a kilka republikańskich powstań, do jakich doszło w Londynie na początku lat 60. udowodniło, że zamożni mieszkańcy stanowią potencjalne zagrożenie dla Karola II. Sędziowie pokoju z City walczyli podczas wojny domowej po stronie republikanów i pamiętali, jak Karol I sięgnął po władzę, zostając monarchą absolutnym, co miało bardzo negatywny wpływ na cały naród. Nie ufali synowi poprzedniego króla i dążyli do tego, żeby utemperować jego zapędy, by pójść w ślady ojca. Kiedy wybuchł wielki pożar, Karol zaproponował pomoc, oferując m.in. wysłanie na miejsce swoich żołnierzy, jednak możni z City nie zgodzili się na to, uważając, że wpuszczenie do dzielnicy wojsk niepopularnego monarchy będzie miało negatywne reperkusje polityczne. Kiedy król przejął dowodzenie od nieskutecznego lorda majora, pożar był już poza kontrolą.

### Zagrożenia pożarowe w mieście

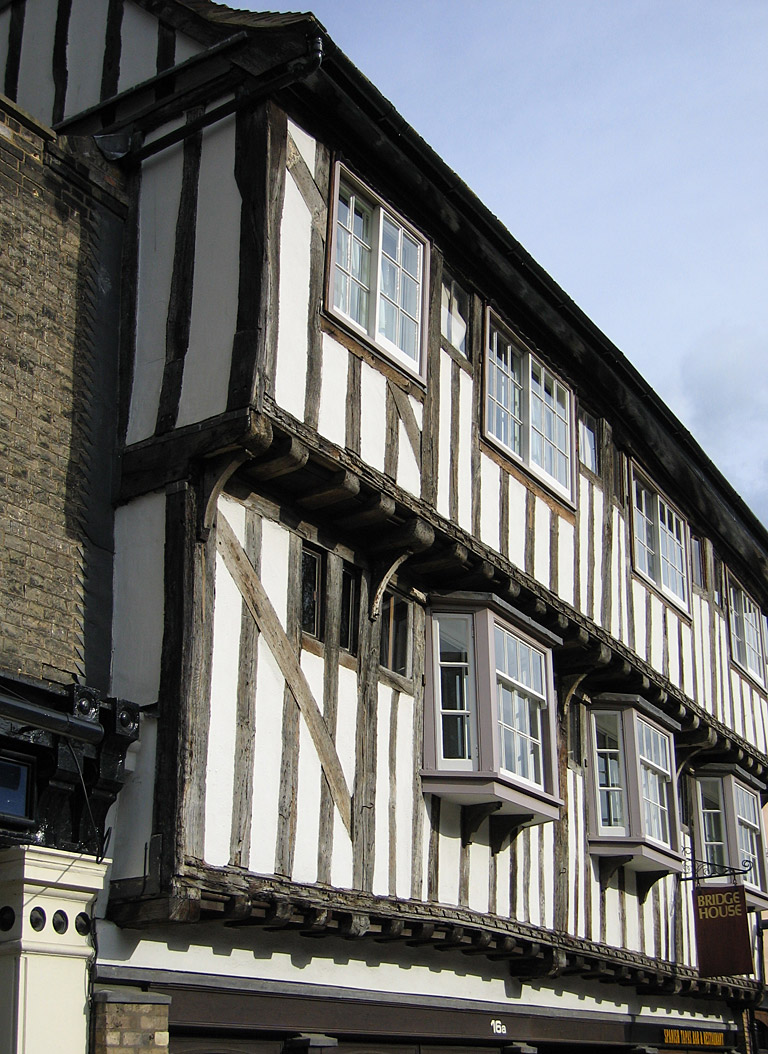
Przykład średniowiecznej zabudowy typu jetty w Cambridge

W XVII-wiecznym Londynie dominował średniowieczny układ miasta – było ono zatłoczonym labiryntem wąskich, krętych brukowanych uliczek. Przed 1666 rokiem zostało dotknięte już kilkoma niebezpiecznymi pożarami, z których ostatni miał miejsce w 1633. Chociaż już kilka wieków wcześniej zakazano wznoszenia drewnianych budynków i pokrywania dachów strzechą, to w połowie XVII materiały te dalej były używane ze względu na niską cenę. Jedynym większym obszarem, w którym dominowały cegła i kamień, było bogate centrum, gdzie znajdowały się rezydencje bogatych kupców i handlarzy wzniesione na dużych działkach. Otoczone były one przez biedniejsze, przeludnione sąsiedztwa, w których wykorzystywano każdą wolną przestrzeń pod zabudowę, żeby sprostać zapotrzebowaniu gwałtownie rosnącej liczby ludności.
Budynki mieszkalne w mieście były przeludnione, a sposób, w jaki zostały zaprojektowane, zwiększał ryzyko pożarowe. Typowa londyńska wielopiętrowa kamienica czynszowa miała wystające górne kondygnacje (ang. jetties) – na poziomie ulicy były one wąskie, jednak rozszerzały się wraz z kolejnymi piętrami, co pozwalało zmaksymalizować przestrzeń mieszkalną. Sprawiało to, że górne piętra budynków stojących naprzeciwko siebie w wąskich uliczkach niemal się stykały, co znacząco zwiększało zagrożenie pożarowe. W 1661 roku Karol II wydał zakaz umieszczania w nowo powstałych budynkach wystających okien i rozszerzania ich ku górze, zakaz ten był jednak w większości ignorowany. Cztery lata później ostrzegł, że tego typu budownictwo sprzyja rozprzestrzenianiu się pożarów, ustanowił również prawo zezwalające na osadzenie w więzieniu budowniczych niestosujących się do wytycznych oraz rozbiórkę budynków niezgodnych z przepisami, jednak i te działania nie przyniosły niemal żadnego efektu.
Znaczący wpływ na rozprzestrzenienie się pożaru miało nabrzeże Tamizy. Chociaż rzeka zapewniała wodę do gaszenia pożaru i umożliwiała ucieczkę łodzią, to jednak w biedniejszych dzielnicach wzdłuż nabrzeża znajdowały się sklepy i piwnice, w których przechowywano łatwopalne materiały. Nabrzeże było również pełne lichych drewnianych czynszówek i chat biedoty, do zbudowania których wykorzystywano papier smołowy, konopie czy len. Dodatkowo w Londynie przechowywano ogromne zapasy prochu czarnego – w samej Tower of London składowano od pięciu do sześciu ton; znaczna jego ilość znajdowała się w położonych wzdłuż rzeki sklepach z zapasami i materiałami dla żeglarzy, jak również w rękach osób prywatnych, które na wszelki wypadek pozostawiły go w domach po zakończeniu angielskiej wojny domowej.
Wysoki mur z czasów rzymskich utrudniał sprawną ewakuację w przypadku pożogi, ograniczając możliwe drogi ucieczki do ośmiu wąskich bram miejskich. Początkowo niewiele osób rozważało możliwość ucieczki z płonącego miasta, zamiast tego przenosząc się wraz ze swoim dobytkiem w bezpieczniejsze obszary City; niektórzy przenosili się tak nawet kilkukrotnie w ciągu jednego dnia. Dopiero w poniedziałek wieczorem uświadomiono sobie, że sytuacja jest znacznie bardziej poważna, niż pierwotnie zakładano, co doprowadziło do paniki, a przy bramach miejskich stłoczyły się tłumy ludzi szukających ucieczki, niosących swój dobytek i ciągnących na zaprzęgniętych w konie powozach i wózkach.
Decydującym czynnikiem uniemożliwiającym strażakom skuteczne działanie była wąskość ulic. W normalnych warunkach stłoczone na nich wozy i ludzie prowadzili do powstawania zatorów i wypadków; podczas pożaru mieszkańcy uciekali w przeciwnym do niego kierunku, utrudniając gaśniczym dostanie się w zagrożone obszary, a kiedy ulice zaczęli zastawiać żołnierze, żeby oczyścić je dla strażaków, wśród uwięzionych londyńczyków narosła jeszcze większa panika.

### Siedemnastowieczne pożarnictwo

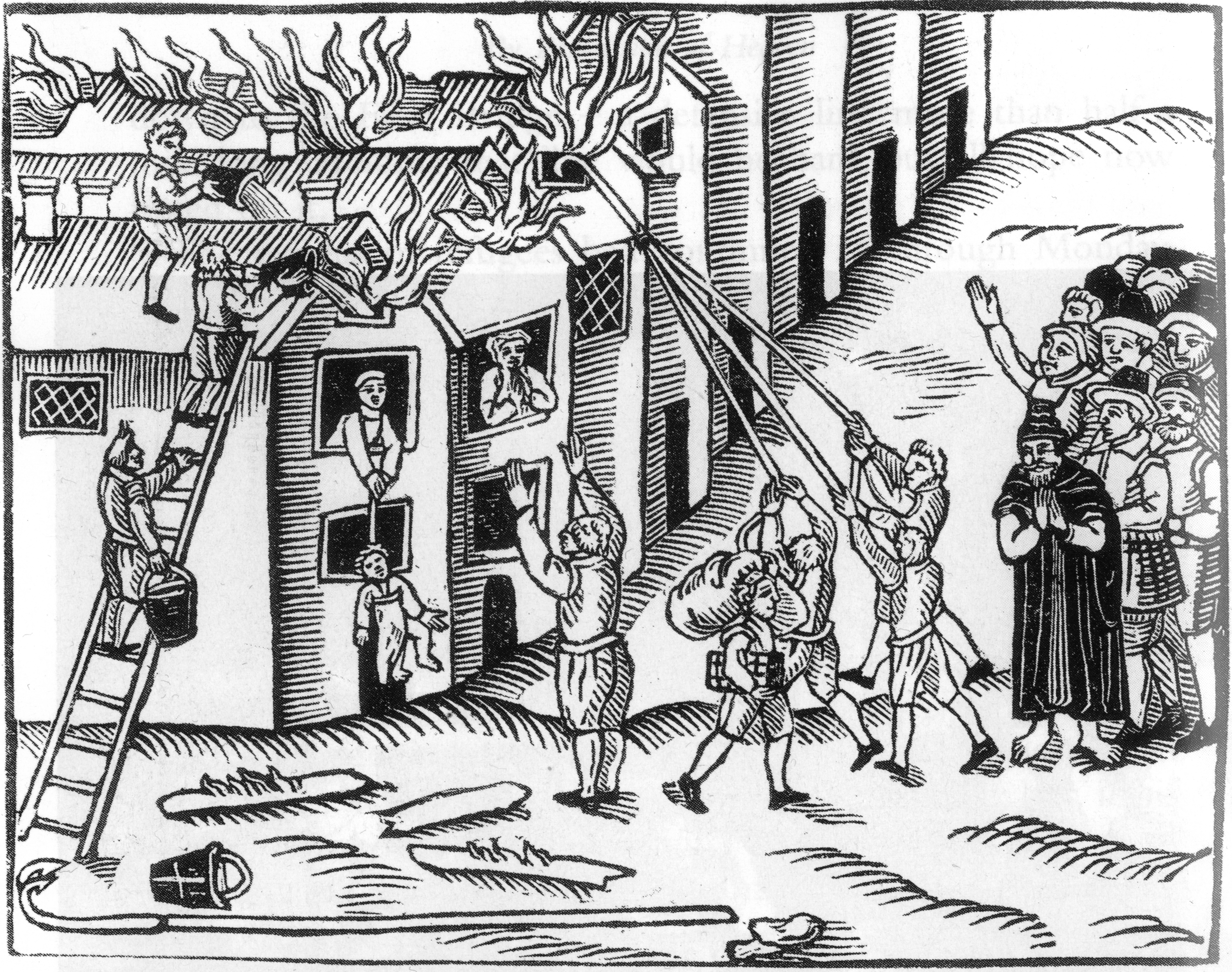
Strażacy używający haków przeciwpożarowych w Tiverton w 1612 r.

Pożary były powszechnym zjawiskiem w zatłoczonych miastach o drewnianej zabudowie, w których pełno było otwartych palenisk, pieców i sklepów sprzedających łatwopalne materiały. Nocami ulice patrolowane były przez tysiące stróżów (ang. watchmen), zwanych też „dzwonnikami” (ang. bellmen), a do ich obowiązków należało m.in. wypatrywanie pożarów. W przypadku zauważenia pożaru obowiązywały proste procedury społeczne, które w większości przypadków okazywały się wystarczające – o zagrożeniu informowano uderzając w dzwon alarmowy bądź rozbrzmiewały dzwony kościelne, co umożliwiało ucieczkę w bezpieczne miejsce, a „obywatele, którym na sercu leżało dobro publiczne” przystępowali do gaszenia pożaru.
Ówczesne pożarnictwo opierało się na wodzie i rozbiórce. Każda parafia była prawnie zobowiązana do tego, żeby w kościele znajdowało się wyposażenie niezbędne do przeprowadzenia akcji gaśniczej: drabiny, skórzane wiadra, topory i „haki przeciwpożarowe” (ang. firehook) pozwalające na rozebranie budynku. Niekiedy budynki szybko równano z ziemią za pomocą kontrolowanego detonowania prochu strzelniczego. Podczas wielkiego pożaru metodę tę zaczęto stosować na dużą skalę dopiero pod sam jego koniec; XXI-wieczni historycy uważają, że do jego ugaszenia przyczyniło się połączenie dwóch czynników – właśnie tworzenie pasów przeciwpożarowych oraz ustanie wiatru. Wyburzanie za pomocą haków przeciwpożarowych i materiałów wybuchowych budynków znajdujących się na drodze pożaru często było bardzo skuteczną metodą na jego opanowanie, jednak w 1666 zaczęto stosować ją o wiele za późno, a to za sprawą braku umiejętności przywódczych lorda majora i niewydania na czas odpowiednich rozkazów.
Użycie wody do gaszenia pożaru nastręczało znacznych trudności i było mało efektywne. Dostępna była ona głównie z systemu wiązowych rur zaopatrujących 30 tys. domów ze zbiornika wieży ciśnień zlokalizowanej w Cornhill, która napełniana była wodą z rzeki podczas przypływu, oraz ze zbiornika wody źródlanej w Islington. W pobliżu płonącego budynku można było otworzyć rurę, żeby podłączyć ją do węża strażackiego albo nabrać wody do wiader; dodatkowo miejsce, w którym wybuchł pożar, znajdowało się w pobliżu rzeki. W teorii uliczki biegnące od płonącej piekarni i przyległych budynków aż do brzegu Tamizy powinny zostać obstawione dwoma sznurami gaśniczych – jeden przekazywałby wiadra z wodą pobieraną z rzeki, a drugi puste do ponownego napełnienia. Tak się jednak nie stało, ponieważ mieszkańcy spanikowali i uciekli zamiast przystąpić do akcji gaśniczej. Wskutek tego w niedługim czasie płomienie dotarły na nabrzeże, gdzie spłonęły koła wodne pod London Bridge, co odcięło dostęp do wody z rur.
W Londynie dostępna była nowoczesna jak na tamte czasy technologia gaszenia pożarów w postaci prymitywnych wozów pożarniczych, których w mieście używano już wcześniej. Ze względu na swoje gabaryty nie były one jednak dostatecznie zwrotne i funkcjonalne, wobec czego bardziej użyteczne były haki przeciwpożarowe. W dodatku tylko niektóre z nich były zamontowane na kołach, pozostałe osadzane były na saniach. Z tego powodu konieczne było mozolne sprowadzanie ich z dużych odległości, bardzo często przybywały za późno, miały ograniczony zasięg i nie były wyposażone w węże doprowadzające. Podczas wielkiego pożaru do akcji gaśniczej przytaszczono nieznaną liczbę takich urządzeń i gaśniczy mieli duże problemy z operowaniem nimi. Część pomp wpadła do Tamizy podczas próby ponownego ich napełnienia, a niedługo później temperatura wzrosła tak bardzo, że niemożliwe było użycie ich z odpowiedniej odległości.

## Przebieg pożaru

### Niedziela

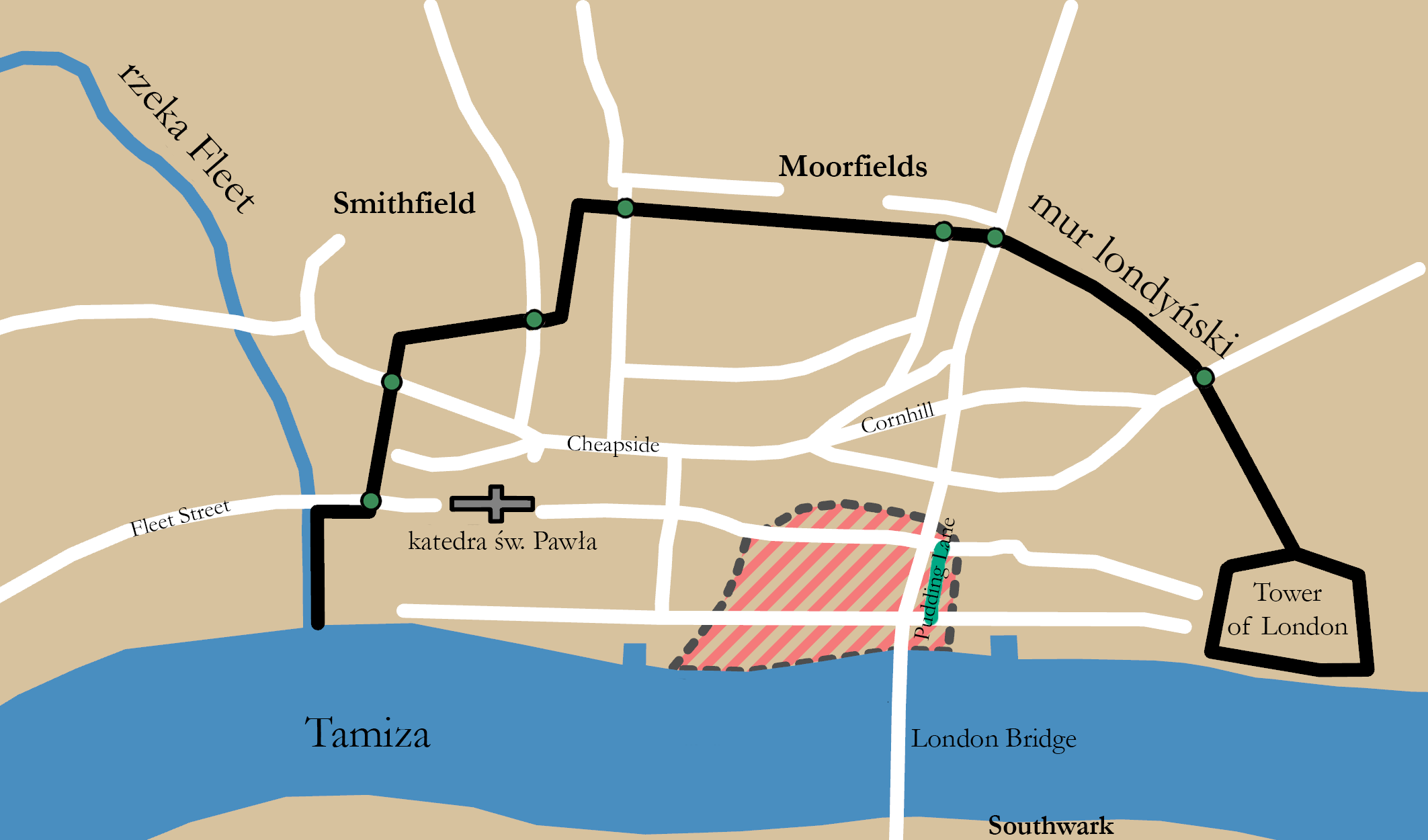
Skala pożaru w niedzielę

Pożar rozpoczął się w piekarni Thomasa Farrinera przy ulicy Pudding Lane, w niedzielę 2 września kilka minut po północy. Rodzina Farrinerów została uwięziona na piętrze, udało jej się jednak przedostać przez otwarte okno do domu obok; pierwszą ofiarą pożaru była ich służąca, która bała się przejść na drugą stronę. Sąsiedzi piekarza próbowali pomóc w ugaszeniu pożaru; konstable, którzy przybyli na miejsce po około godzinie, ocenili, że najlepszym sposobem na ugaszenie pożaru będzie wyburzenie sąsiednich budynków. Wzbudziło to protesty zamieszkujących je osób, posłano więc po lorda majora sir Thomasa Bloodwortha, żeby wyraził zgodę na rozbiórkę.
Kiedy Bloodworth przybył na miejsce, płomienie trawiły już sąsiednie budynki, a ogień rozprzestrzeniał się w kierunku magazynów i składów z łatwopalnymi materiałami na nabrzeżu. Bardziej doświadczeni strażacy optowali za rozbiórką, Bloodworth jednak nie zgodził się, twierdząc, że większość budynków jest wynajmowana, a odnalezienie ich właścicieli może być trudne. Powszechnie uważa się, że Bloodworth nie miał kwalifikacji do objęcia stanowiska lorda majora – brakowało mu ku temu doświadczenia i zdolności przywódczych, a posadę tę zdobył za lizusostwo. Kiedy okazało się, że jest pilnie potrzebny i musi pod presją podjąć ważną decyzję, spanikował, rzucił często cytowaną odpowiedź: „Mogłaby to zasikać jakaś kobieta” i odszedł. Jacob Field uważa, że chociaż Bloodworth „często uznawany jest przez jemu współczesnych oraz niektórych późniejszych historyków za winnego niepowstrzymania pożaru na wczesnym jego etapie, to nie mógł zrobić zbyt wiele”, biorąc pod uwagę ówczesny stan wiedzy przeciwpożarowej.

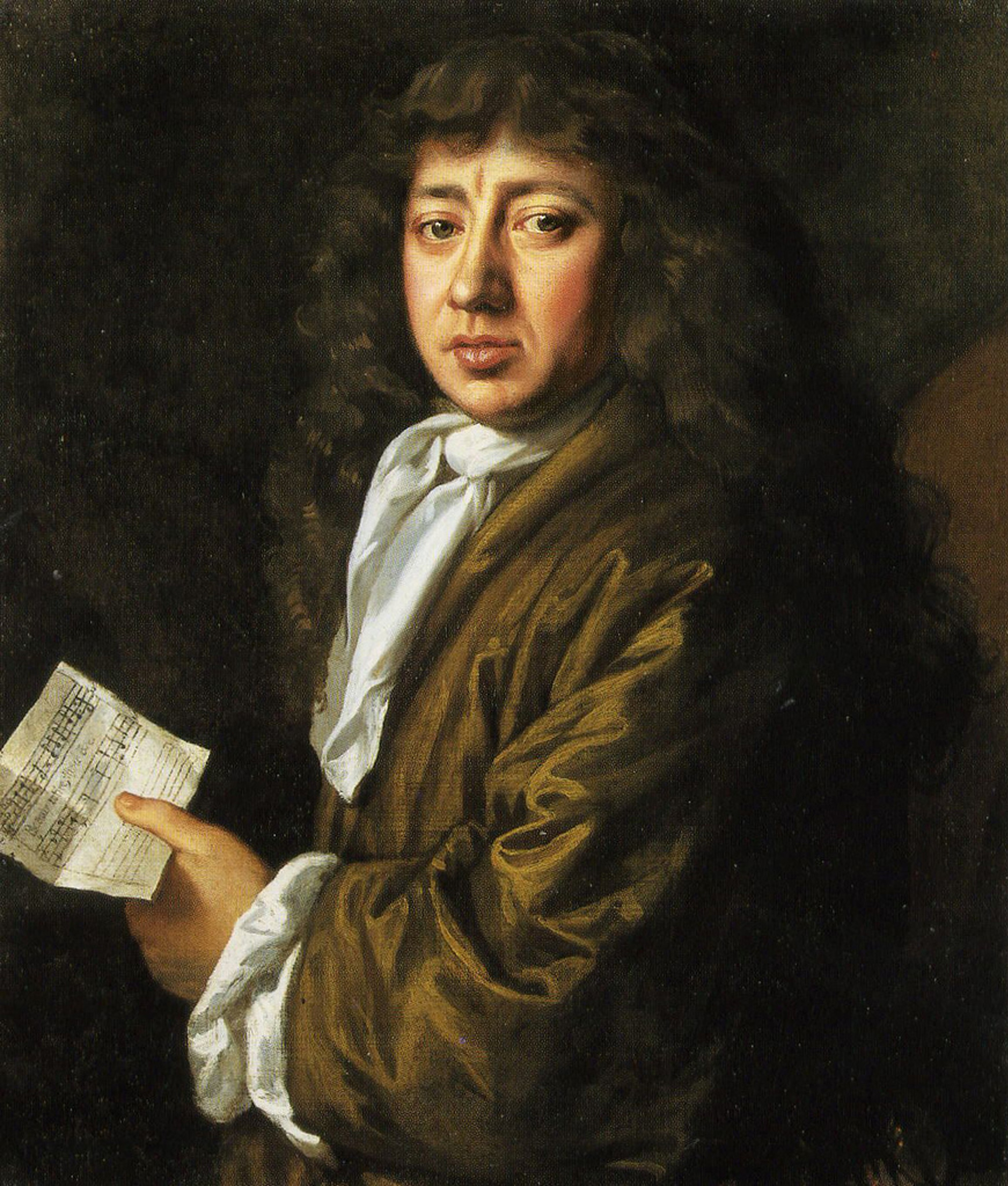
Samuel Pepys na portrecie autorstwa Johna Haylsa z 1666 r.

Według urzędnika państwowego Samuela Pepysa, obserwującego wydarzenia z Tower of London, w niedzielny poranek miejsce, w którym rozpoczął się pożar i jego najbliższa okolica, było pogorzeliskiem. Do tego czasu spłonęło już około trzystu domów, ogień dotarł do nabrzeża, a czynszówki na London Bridge płonęły. Pepys wybrał się łodzią na Pudding Lane, żeby oszacować zniszczenia z bliska, uznając je za „opłakane”. W swoim dzienniku zapisał, że „wszyscy starali się przenieść swój dobytek i towary, wrzucając je do rzeki albo ładując na odpływające lichtugi. Biedniejsi zostawali w swoich domach tak długo, aż dosięgnął ich ogień, dopiero wtedy uciekali na łodzie albo na nabrzeże”. Kierując się w stronę dworu królewskiego w Whitehall Pepys zbierał relacje świadków i osób dotkniętych pożarem. Usłyszane przez poszkodowanych informacje oraz opis tego, co sam zobaczył, przekazał królowi i księciu Yorku Jakubowi, sugerując, że pożogi nie da się powstrzymać, jeżeli nie nakaże się rozbiórki domów. Karol II nakazał Pepysowi poinformować lorda majora, że z rozkazu króla należy zrównać z ziemią wszystkie bez wyjątku budynki stojące na drodze pożaru, Jakub z kolei nakazał, żeby w gaszenie pożaru zaangażowała się gwardia królewska.
Ze względu na silny wiatr ogień szybko się rozprzestrzeniał; do niedzielnego popołudnia ludność porzuciła wysiłki mające na celu jego ugaszenie i zaczęła uciekać. Duża liczba mieszkańców ciągnących ze sobą wózki i dobytek, sprawiła, że wąskie uliczki stały się nieprzejezdne dla strażaków i ich wyposażenia. Pepys próbował przedostać się z powrotem bliżej pożaru, żeby przekazać królewskie rozkazy, ale udało mu się dotrzeć tylko w okolice katedry św. Pawła, gdzie został zmuszony do zawrócenia. Uciekający od pożaru ludzie deponowali też kosztowności w kościołach znajdujących się z dala od bezpośredniego zagrożenia pożarem.
Pepys znalazł Bloodwortha, kiedy ten próbował koordynować działania przeciwpożarowe – wycieńczonego, zachowującego się „niczym mdlejąca kobieta”. Kiedy przekazano mu polecenie króla, że należy wyburzyć domy, miał „skamleć żałośnie” i odpowiedzieć, że w takim tempie ogień strawi gaśniczych, zanim uda im się przeprowadzić skuteczną rozbiórkę. Powołując się na swój „honor i publiczny autorytet” odmówił przyjęcia pomocy od żołnierzy Jakuba i wrócił do domu spać. Niedługo później na osobistą inspekcję przypłynął Karol II. Pomimo tego, że Bloodworth zapewnił Pepysa, że budynki będą wyburzane zgodnie z wolą króla, nadal nie przystąpiono do tego zadania. Król zakwestionował autorytet lorda majora i nakazał wyburzenie wszystkich zabudowań na zachód od pożaru.
W niedzielne popołudnie pożar stał się burzą ogniową, wpływając na zmianę pogody i temperatury. Ogromny przepływ gorącego powietrza nad płomieniami był napędzany przez efekt kominowy w miejscach, w których wąskie przestrzenie – np. pomiędzy górnymi piętrami budynków – ograniczały przepływ powietrza, prowadząc do powstania próżni na poziomie gruntu. Skutkowało to wytworzeniem się silnych wewnętrznych wiatrów, które jeszcze bardziej podsycały płomienie. Ogień zaczął rozprzestrzeniać się w kierunku centrum miasta, przybierając kształt szerokiego łuku. W niedzielny wieczór był to już „najbardziej niszczycielski pożar, jaki pamiętali londyńczycy”, przenosząc się na odległość pięciuset metrów na zachód wzdłuż rzeki.

### Poniedziałek

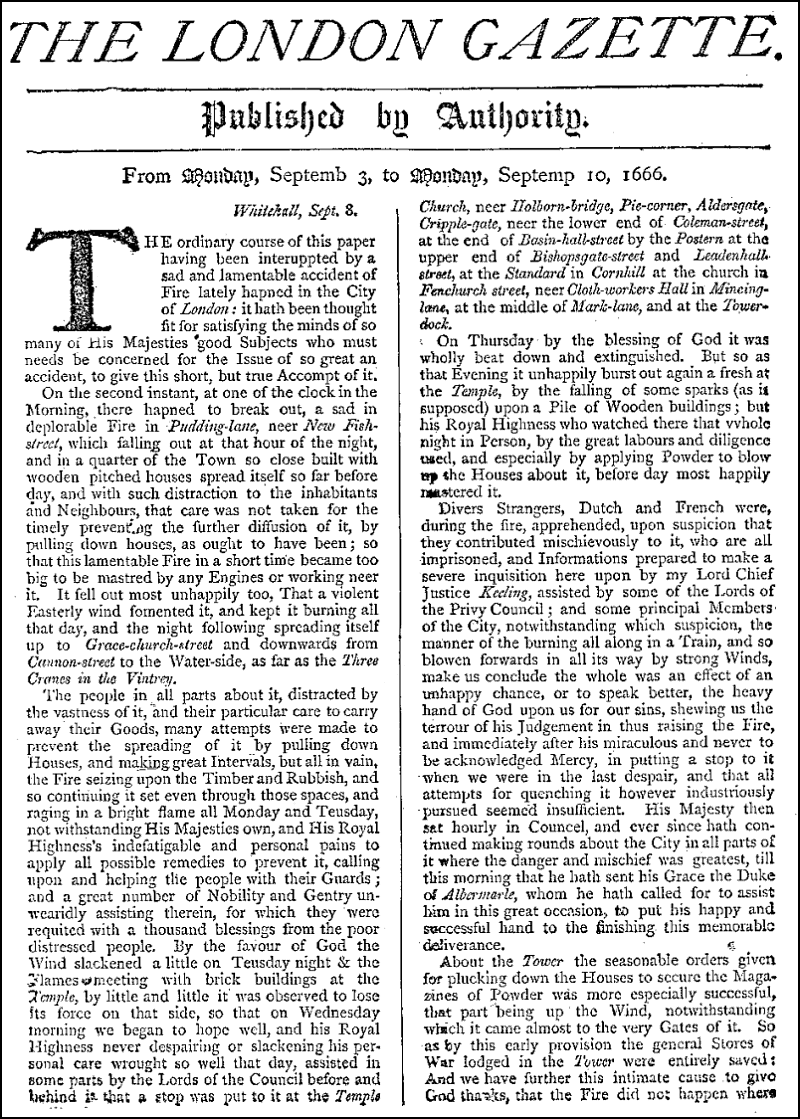
„The London Gazette” na okres 3–10 września, gdzie donoszono o przebiegu pożaru

W poniedziałek ogień rozprzestrzenił się na zachód i północ. Południe było stosunkowo bezpieczne, ponieważ przeniesienie się ognia w tym kierunku powstrzymywała Tamiza, spłonęły jednak czynszówki na London Bridge i istniało ryzyko, że ogień przeniesie się przez most do dzielnicy Southwark na drugim brzegu rzeki. London Bridge, będący jedynym fizycznym łącznikiem pomiędzy City a południowym brzegiem Tamizy, już podczas dużego pożaru, który miał miejsce trzy lata wcześniej, został uznany za śmiertelną pułapkę. W Southwarku zabudowa nie graniczyła jednak bezpośrednio z mostem, pomiędzy nim a budynkami znajdowała się otwarta przestrzeń, która spełniła funkcję pasa przeciwpożarowego.
Ogień rozprzestrzeniający się w kierunku północnym dotarł do „finansowego serca City”. W poniedziałkowe popołudnie przy Lombard Street zaczęły płonąć domy bankierów, którzy w pośpiechu rzucili się do ratowania złotych monet, nie chcąc, żeby roztopiły się pod wpływem wysokiej temperatury. Część obserwatorów stwierdziła, że drugiego dnia pożaru wielu londyńczyków zaczęły ogarniać rozpacz i poczucie bezsilności, wskazywano również, że służby nie podjęły odpowiednich wysiłków, żeby zapewnić bezpieczeństwo zamożnym, modnym dzielnicom, którym teraz zagrażały płomienie. Zagrożone były m.in. budynki Royal Exchange, w którym mieściła się siedziba giełdy i centrum handlowe, oraz sklepy z luksusowymi towarami przy Cheapside. Royal Exchange zajęła się ogniem późnym popołudniem, w ciągu kilku godzin zamieniając się w „spaloną skorupę”. John Evelyn odnotował w swoim dzienniku: „Pożoga była tak wszechogarniająca, a ludzie tak nią zaskoczeni, że od samego początku – nie wiedzieć tylko, czy z bezsilności, czy uważając to za daremne – robili niewiele, by ją ugasić. Nie było więc widać ani słychać niczego poza krzykami i lamentami, biegali jeno jak zdezorientowane stworzenia, nie próbując nawet ratować swego dobytku, tak wielkie było ich skonsternowanie”.
Evelyn mieszkał w Deptford, położonym sześć kilometrów poza City, nie widział więc początków katastrofy, przyglądał jej się dopiero w niedzielę w późniejszych godzinach. W poniedziałek ponownie wybrał się powozem do Southwarku, żeby wraz z innymi zamożnymi obserwować sytuację po drugiej stronie rzeki. Zauważył wtedy, że pożar był już znacznie większy: „całe City aż po nabrzeże stoi w przerażających płomieniach; strawiły one już wszystkie domy na Bridge i wszystko na Thames Street; patrząc w górę w kierunku Cheapside i w dół w kierunku Three Cranes – wszystko pochłonął ogień”. Wieczorem odnotował, że rzeka zapełniła się uciekającymi z City barkami i łodziami pełnymi towarów i dobytku. Przy bramach City gromadzili się pieszy z wózkami, uciekający w kierunku otwartych przestrzeni na północy i wschodzie, „gdzie przez wiele mil ciągnęły się wszelkiego rodzaju ruchomości i jak grzyby po deszczu wyrastały namioty, w których schronienie znaleźć mieli tak ludzie, jak i niesione przez nich dobra”.

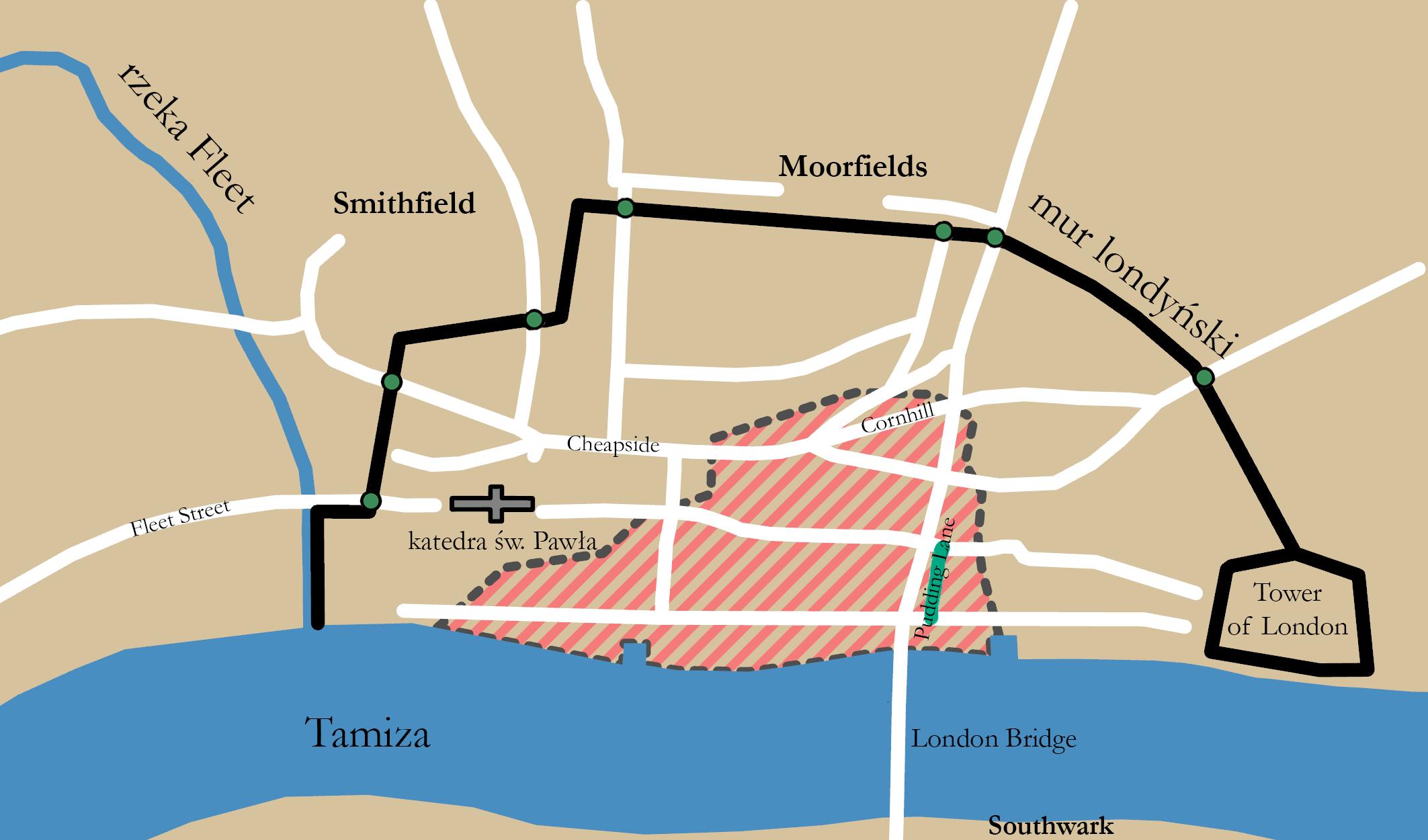
Skala pożaru w poniedziałek

W poniedziałek coraz głośniej zaczęto mówić o tym, jakoby pożar nie był dziełem przypadku. Wiatr przenosił iskry i płonące odłamki na długie odległości, te osiadały na krytych strzechą dachach i drewnianych rynnach, prowadząc do zapalenia się budynków pozornie niepowiązanych z trwającą pożogą, co doprowadziło do podejrzeń, że kolejne pożary wywoływane są celowo. Ze względu na trwającą II wojnę angielsko-holenderską o podpalenia natychmiast obwiniono cudzoziemców. Wśród ludności zaczęły krążyć pogłoski o nieuniknionej inwazji i o zagranicznych agentach, mających ciskać w domy kulami ognia bądź przyłapanych na gorącym uczynku z zapałkami, co doprowadziło do samosądów na ulicach.
Obawy przed zagrożeniem terrorystycznym wzmacniały niedobory aktualnych wiadomości. Główny urząd pocztowy przy Threadneedle Street, z którego dostarczano pocztę na cały kraj, spłonął w poniedziałek nad ranem, z kolei „The London Gazette” zdołała wydać tylko poranny numer, zanim zajęły się maszyny drukarskie. W poniedziałek narastające podejrzenia przerodziły się w zbiorową paranoję, a część służb porządkowych zamiast zajmować się gaszeniem pożaru albo polowała na obcokrajowców bądź podejrzane osoby i aresztowała je, albo próbowała nie dopuścić do samosądów urządzanych wobec nich przez mieszczan.
Mieszkańcy, zwłaszcza przedstawiciele wyższych klas społecznych, zaczęli podejmować desperackie próby wywiezienia z City swojego dobytku. Pozwoliło to biedniejszym na godziwy zarobek – część zatrudniała się jako tragarze, którzy własnoręcznie wynosili cudzy dobytek, największe zyski osiągali jednak właściciele wozów i łodzi. Na tydzień przed pożarem wynajęcie wozu kosztowało kilka szylingów, w poniedziałek cena ta wzrosła już do 40 funtów – po uwzględnieniu inflacji, w roku 2022 była to równowartość około 6,7 tys. funtów. Niemal wszyscy właściciele wozów i łodzi z okolic Londynu przybyli do City, żeby oferować swoje usługi, co sprawiło, że bramy dzielnicy zastawione były wózkami, utrudniając ucieczkę spanikowanym osobom przemieszczającym się pieszo. Chaos przy bramach był tak ogromny, że służby porządkowe na krótko nakazały ich zamknięcie, mając nadzieję, że mieszkańcy – nie mogąc ratować swojego dobytku – przystąpią do akcji gaśniczej.
Chociaż w poniedziałek na ulicach – zwłaszcza w okolicach bram – panował chaos, a pożar wyrwał się spod kontroli, tego dnia podjęto pierwsze zorganizowane działania mające na celu opanowanie ognia. Bloodworth, który jako lord major był odpowiedzialny za koordynowanie akcji gaśniczej, prawdopodobnie opuścił City, ponieważ żadne ówczesne źródła nie wspominają o jakichkolwiek jego działaniach tego dnia. Ze względu na zagrożenie dla reszty miasta król mianował swojego brata Jakuba, księcia Yorku, głównodowodzącym operacji przeciwpożarowej. Jakub ustanowił na zagrożonym obszarze stanowiska dowodzenia; każdym zarządzało trzech dworzan, mogących – z upoważnienia Karola – decydować o wyburzaniu budynków. Jakub i jego gwardia przez cały dzień przemierzali ulice, „ratując cudzoziemców przed samosądem” i próbując zaprowadzić porządek. Jeden z bezpośrednich świadków w liście datowanym na 8 września napisał: „Książę Yorku zaskarbił sobie sympatię ludu, dzień i noc niestrudzenie podejmując wysiłki mające na celu opanowanie pożaru”.
W poniedziałkowy wieczór porzucono nadzieję, że ogień oszczędzi kamienne mury zamku Baynarda w dzielnicy Blackfriars, graniczącego od zachodu z Tower of London. W ciągu nocy historyczny pałac królewski został całkowicie strawiony przez płomienie.

### Wtorek

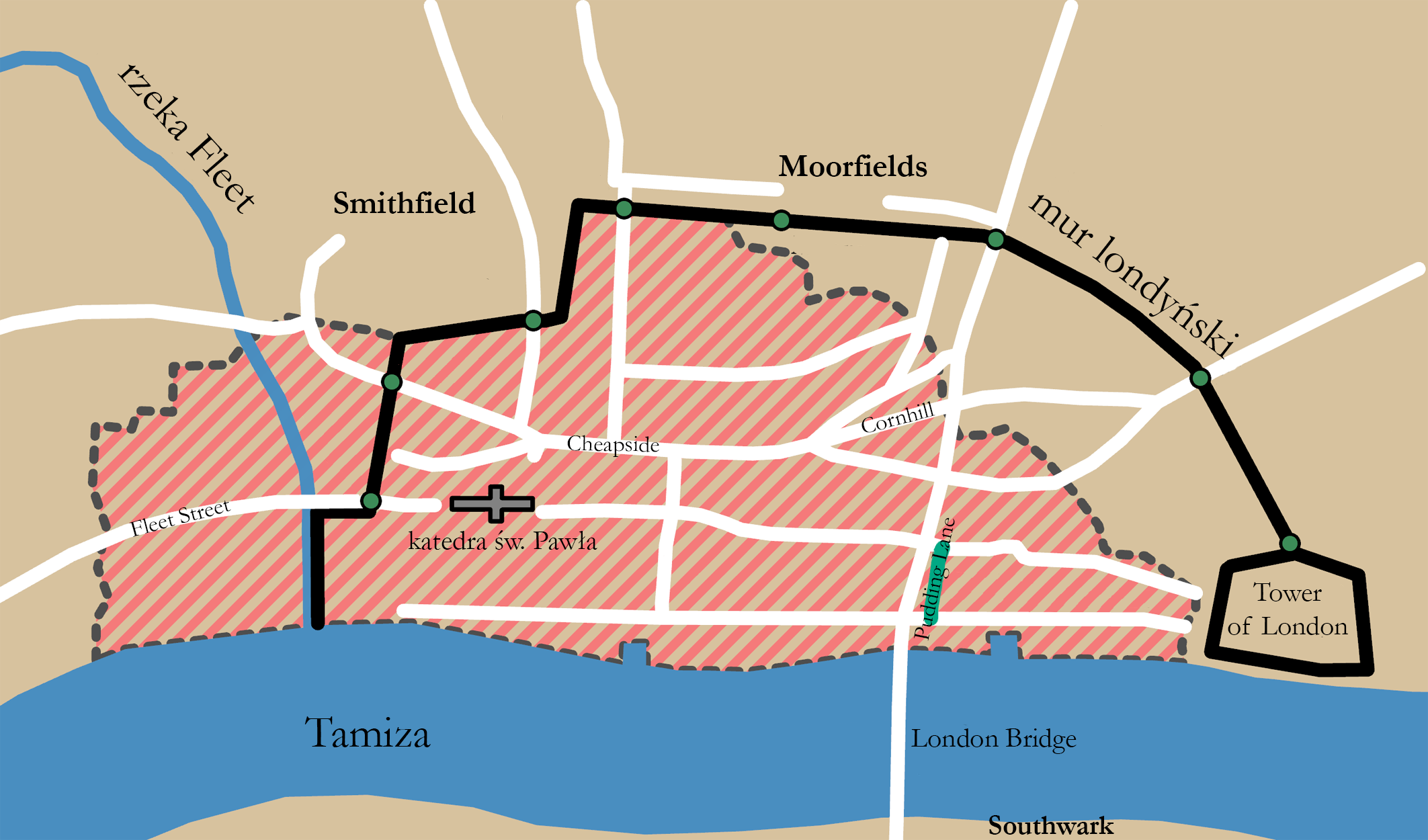
Skala pożaru we wtorek. W następnych dniach nie rozprzestrzenił się on już znacząco.

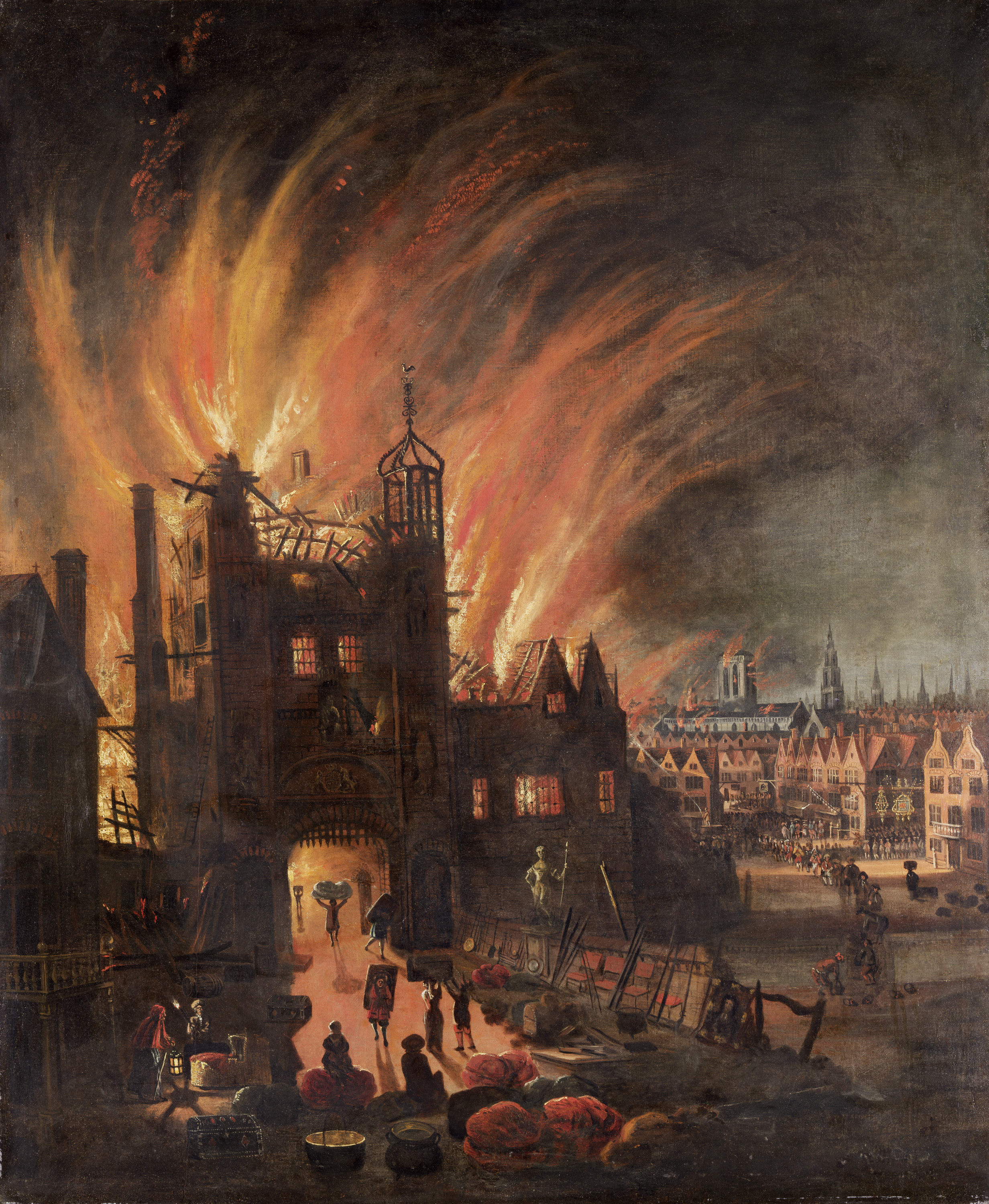
Brama Ludgate w płomieniach; w oddali płonąca katedra. św. Pawła. Obraz nieznanego autora z ok. 1670 r.

We wtorek 4 września pożar zebrał największe żniwo. Posterunek dowodzenia księcia Yorku przy bramie Temple Bar, gdzie zbiegają się Strand i Fleet Street, docelowo miał powstrzymać rozprzestrzenianie się pożaru w kierunku zachodnim, ku pałacowi w Whitehall. Jakub miał nadzieję, że rzeka Fleet będzie stanowiła naturalny pas przeciwpożarowy, który zostanie wzmocniony przez podległych mu gaśniczych ustawionych od Fleet Bridge po Tamizę. We wtorkowy poranek niesione silnym wiatrem płomienie przeskoczyły jednak przez rzekę, zmuszając Jakuba i jego ludzi do ucieczki.
Do południa pożar przedarł się przez szeroką, wypełnioną luksusowymi sklepami ulicę Cheapside. Dowodzeni przez Jakuba strażacy utworzyli szeroki pas przeciwpożarowy na północ od pożaru, jednak ogień przedostał się w wielu jego miejscach. W ciągu dnia płomienie zaczęły przemieszczać się na wschód od okolic Pudding Lane, prosto w kierunku Tower of London, w której składowano ogromne zapasy prochu strzelniczego. Garnizon stacjonujący w twierdzy – nie mogąc doczekać się na pomoc od strażaków Jakuba, zajętych wtedy na zachodzie – we własnym zakresie położył pas przeciwpożarowy poprzez wysadzenie budynków w pobliżu Tower, wyhamowując rozprzestrzenianie się pożaru w tym kierunku.
Do wtorku za bezpieczne miejsce uważano katedrę św. Pawła, wybudowaną z kamienia i otoczoną naturalnym pasem przeciwpożarowym w postaci pustego placu wokół samego kościoła. Katedra wypełniona była dobytkiem pozostawionym na przechowanie przez uciekających mieszkańców City, z kolei w krypcie ulokowano liczne księgozbiory z sąsiedniej ulicy Paternoster Row. W związku z renowacją przeprowadzaną wówczas przez Christophera Wrena budynek był jednak otoczony drewnianymi rusztowaniami, które zajęły się ogniem we wtorek wieczorem. W ciągu pół godziny stopił się ołowiany dach – katedra szybko obróciła się w ruinę, a wraz z nią spłonęły księgozbiory i zdany na przechowanie dobytek mieszkańców.

### Środa
We wtorkowy wieczór zelżał wiatr, dzięki czemu w nocy 5 września położone pasy przeciwpożarowe zaczęły spełniać swoje funkcje. Pepys odnotował w swoim dzienniku, że wszedł wtedy na iglicę Barking Church, z której spoglądał na zniszczone City – „najsmutniejszy przykład pustkowia, jaki w życiu widziałem”. W dzielnicy wciąż płonęły pojedyncze ogniska, sam wielki pożar jednak już się zakończył. Całkowite zakończenie akcji pożarowej trwało dłużej, ponieważ w niektórych składach węgla palił się on jeszcze przez dwa miesiące.
W Moorfields, parku publicznym graniczącym z City od północy, zorganizowano ogromny obóz dla uchodźców. Evelyn zapisał, że był zdruzgotany liczbą zapełniających go poszkodowanych, gnieżdżących się w namiotach albo innych prowizorycznych schronieniach: „Wielu nie miało ze sobą ni ubrań, ni innych niezbędnych utensyliów. Nie mogli liczyć na miejsce do spania, nie mówiąc już o łóżku. Był to obraz ogromnego nieszczęścia i ubóstwa”. Wielu uciekinierów przeszukiwało pobliskie obszary, których nie strawił pożar, mając nadzieję na odzyskanie czegokolwiek z porzuconych przez siebie domów. Nastroje społeczne były tak niestabilne, że Karol obawiał się dużego powstania londyńczyków przeciwko Koronie. Dodatkowo łańcuchy produkcyjne i dystrybucyjne żywności w zasadzie przestały istnieć; żeby uspokoić mieszkańców, Karol ogłosił, że do City codziennie będzie trafiał chleb, a w okolicy muru miejskiego zorganizowane zostaną targowiska.
Wśród osób, które uciekły przed pożogą, skumulowały się napięcia w obawie przed terrorystami francuskimi i holenderskimi bądź przez inwazją ze strony tych krajów. W środową noc w obozach przy Parliament Hill i Islington zauważono światło nieznanego pochodzenia nad Fleet Street, co natychmiast doprowadziło do rozprzestrzenienia się plotki, jakoby pięćdziesięciotysięczna armia francusko-holenderska miała wyruszyć w kierunku Moorfields, żeby plądrować i mordować. Przerażeni londyńczycy zaczęli rzucać się na każdego obcokrajowca, którego zobaczyli; do samosądów próbowali nie dopuścić żołnierze, gwardia i dworzanie Karola oraz Jakuba. Światło, które doprowadziło do paniki, okazało się być łuną pożaru budynku Inner Temple, którego spora część spłonęła pomimo prób powstrzymania pożaru poprzez wysadzenie pobliskich zabudowań.

## Zniszczenia i ofiary śmiertelne

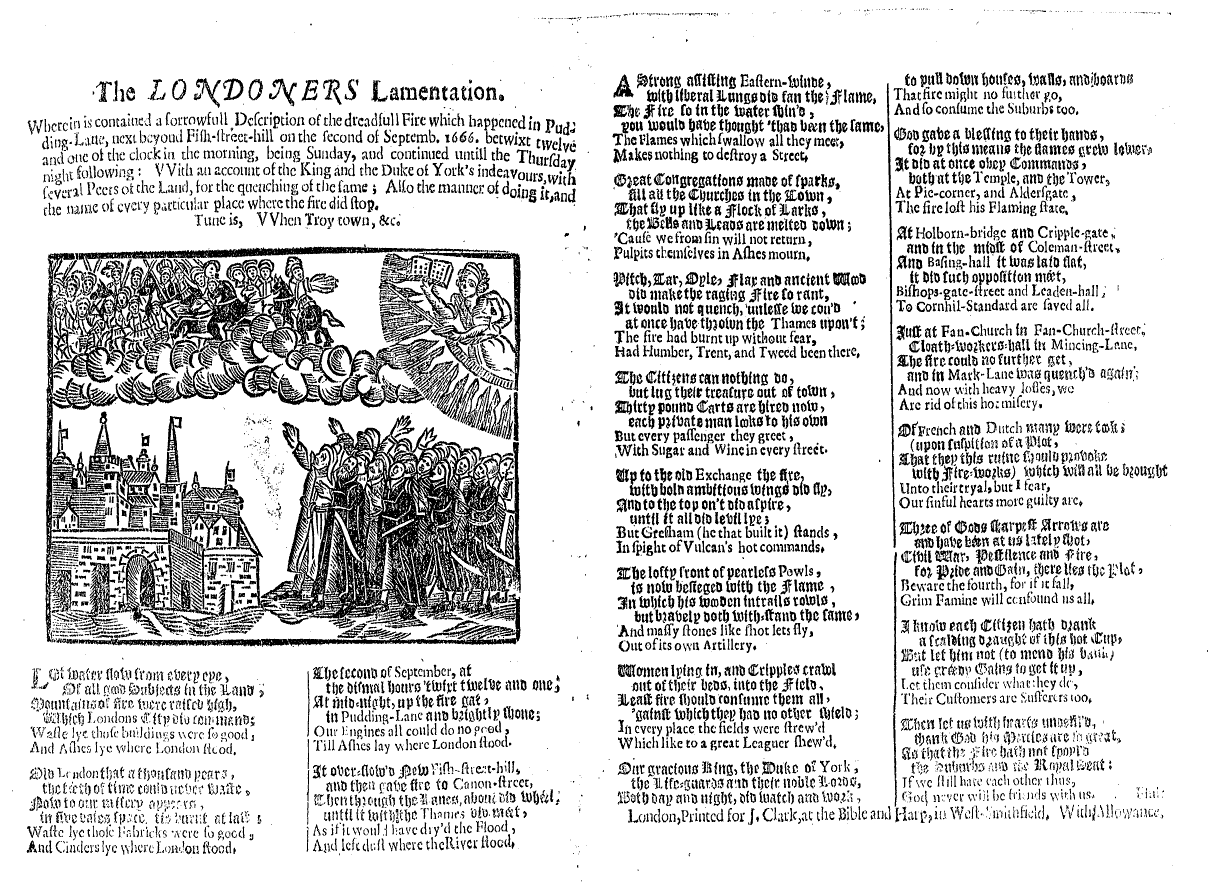
The Londoners Lamentation, opublikowana w 1666 r. broszura, która w formie wiersza informuje o pożarze

Według oficjalnych danych, podczas pożaru zginęło zaledwie kilka osób. Roy Porter podaje, że liczba ofiar śmiertelnych wynosiła osiem, zaś Adrian Tinniswood ogólnikowo, że „raptem kilka”. Tinniswood zwraca jednak uwagę na to, że część zgonów mogła zostać niezauważona, a dodatkowo w oficjalnych statystykach uwzględniono wyłącznie bezpośrednie ofiary ognia bądź zatrucia tlenkiem węgla, nie uwzględniając tych, którzy zmarli w tymczasowych obozach dla uciekinierów. Zdaniem Jacoba Fielda liczba ofiar śmiertelnych „mogła być większa, niż podawane zwyczajowo sześć, ale raczej nie należy liczyć jej w setkach”. Field zwraca uwagę również na „The London Gazette”, która donosiła, że w pożarze nie zginęła ani jedna osoba oraz na to, że gdyby liczba ofiar śmiertelnych była znacząca, znalazłoby to odzwierciedlenie w organizowanych zbiórkach charytatywnych.
Neil Hanson nie zgadza się ze stwierdzeniem, że w wyniku pożaru zmarło tylko kilka osób – wskazuje, że wielu ocalałych z katastrofy „gnieździło się w prowizorycznych schronieniach, żyjąc pośród ruin tego, co kiedyś było ich domami”, umierając z głodu i wycieńczenia, zwłaszcza podczas zimy, która nastała niedługo później. Uważa się, że w taki właśnie sposób mógł umrzeć dramaturg James Shirley i jego żona. Hanson wskazuje dodatkowo, że podczas pożaru pobito na śmierć nieznaną liczbę papistów i cudzoziemców, których nie zdołali ocalić ludzie Jakuba, zaś oficjalne dane nie wspominają zbyt wiele o biednych i bezdomnych, niefigurujących w oficjalnych statystykach. Ze względu na to, że nie był to zwykły pożar, a płomienie mogły strawić całe ciała i pozostawić jedynie kilka fragmentów kości, zdaniem Hansona liczba zgonów mogła wynosić nie osiem, a „kilkaset, być może nawet kilka tysięcy”.
W wyniku pożaru spłonęło od 13,2 tys. do 13,5 tys. domów, 86 lub 87 zakrystii, 44 budynki gildii londyńskich, siedziba urzędu celnego, katedra św. Pawła, pałac Bridewell i kilka innych więzień, główny urząd pocztowy i trzy zachodnie bramy miejskie – Ludgate, Newgate i Aldersgate. Wartość zniszczeń szacowana jest na około 9–10 mln funtów, co po uwzględnieniu inflacji jest równowartością ok. 1,79 mld funtów w roku 2021. Według François Colsoniego, same spalone w pożarze książki były warte około 150 tys. funtów. Evelyn odnotował w swoim dzienniku, że widział nawet „200 tysięcy osób wszelkich stanów i zawodów, rozproszonych i krzątających się wokół tego, co zdołali uratować” na polach prowadzących w kierunku Islington i Highgate. W wyniku pożaru zniszczonych zostało około piętnastu procent zabudowy mieszkalnej miasta.

## Reakcje na pożar
Władze City of London od razu przystąpiły do sprzątania rumowisk i przywrócenia łańcuchów dostaw żywności. W sobotę po pożarze w Moorfields „stragany były dostatecznie zaopatrzone, żeby zapewnić żywność mieszkańcom”. Karol II zachęcał pozbawionych domów, żeby opuścili Londyn i osiedlili się gdzie indziej, ogłaszając, że „wszystkie miasta i miasteczka bez wahania mają przyjąć osoby w potrzebie i pozwolić im na wykonywanie ich fachu”. Wydano również dekrety mające zapobiec zamieszkom oraz ustanawiające zbiórki na rzecz ofiar pożaru. W „The London Gazette” ogłoszono, że pożar był wynikiem wypadku, podkreślano „rolę Boga w jego rozpoczęciu i króla w działaniach dążących do jego ugaszenia”.
Pomimo tego, że pożar oficjalnie uznano za wypadek, wielu londyńczyków nadal obwiniało za niego obcych, zwłaszcza katolików, Francuzów i Holendrów, a w całej Anglii zaczęły organizować się grupy pilnujące bądź aresztujące cudzoziemców. Przykładem znajdowania kozłów ofiarnych jest przypadek niepełnosprawnego intelektualnie francuskiego zegarmistrza Roberta Huberta, który twierdził, że należał do szajki odpowiedzialnej za podłożenie ognia, który rozpoczął wielki pożar w Westminsterze. Później zmienił zeznania, twierdząc, że podłożył ogień pod piekarnią przy Pudding Lane. Chociaż pojawiły się wątpliwości odnośnie do tego, czy jest w stanie odpowiadać na mowę oskarżenia, skazano go za wzniecenie pożaru i 29 października 1666 powieszono na Tyburn. Dopiero po jego śmierci udowodniono niezbicie, że 2 września był na Morzu Północnym, a do Londynu przybył dopiero dwa dni po rozpoczęciu pożaru.
Na czele powołanej niedługo później komisji mającej zbadać przyczynę pożaru stanął sir Robert Brooke. Do komisji wpłynęło wiele informacji wspierających teorię spiskową, jakoby za podpaleniem mieli stać obcokrajowcy i katolicy chcący zniszczyć Londyn. Sprawozdanie z prac komisji zostało przedstawione parlamentowi 22 stycznia 1667; w raporcie, który trafił do druku, stwierdzono, że Hubert był jednym z katolickich spiskowców odpowiedzialnych za podłożenie ognia.
W Holandii wielki pożar Londynu uznano za boską zemstę wymierzoną Anglikom za bitwę o Vlie, podczas której Anglicy zniszczyli znaczącą liczbę holenderskich statków kupieckich. We Włoszech kolportowany był pamflet porównujący Londyn do „Lucyfera dumnego ze swojej arogancji, który jednak upada z hukiem”. Hiszpanie uznali pożar za „przypowieść o protestanckiej niegodziwości”.
5 października Marcantonio Giustinian, ambasador wenecki we Francji, przekazał doży Wenecji i senatowi, że król Francji Ludwik XIV „nie cieszy się z tego zdarzenia, w którym tak wiele osób odniosło rany i cierpi niedolę”. Ludwik zaproponował swoje ciotce, królowej brytyjskiej Henryce Marii, przekazanie zapasów żywności i innych środków niezbędnych do złagodzenia trudnej sytuacji londyńczyków, nie ukrywał jednak, że „pożar Londynu jest dla niego dobrym omenem”, ponieważ obniża prawdopodobieństwo, że angielskie statki będą atakować francuskie jednostki pływające po kanale La Manche. Ludwik próbował wykorzystać pożar na własną korzyść podczas II wojny angielsko-holenderskiej, wysyłając na Anglików połączoną flotę Francji i Holandii, ta jednak została rozgromiona 17 września podczas bitwy o Dungeness przez większą angielską flotę dowodzoną przez sir Thomasa Allina.

## Odbudowa City

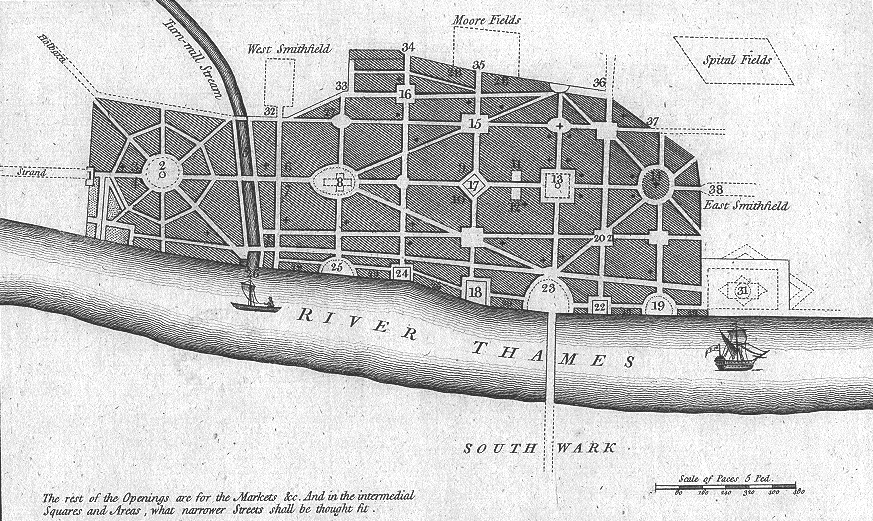
Radykalny, niezrealizowany plan odbudowy City of London zaprezentowany przez Johna Evelyna

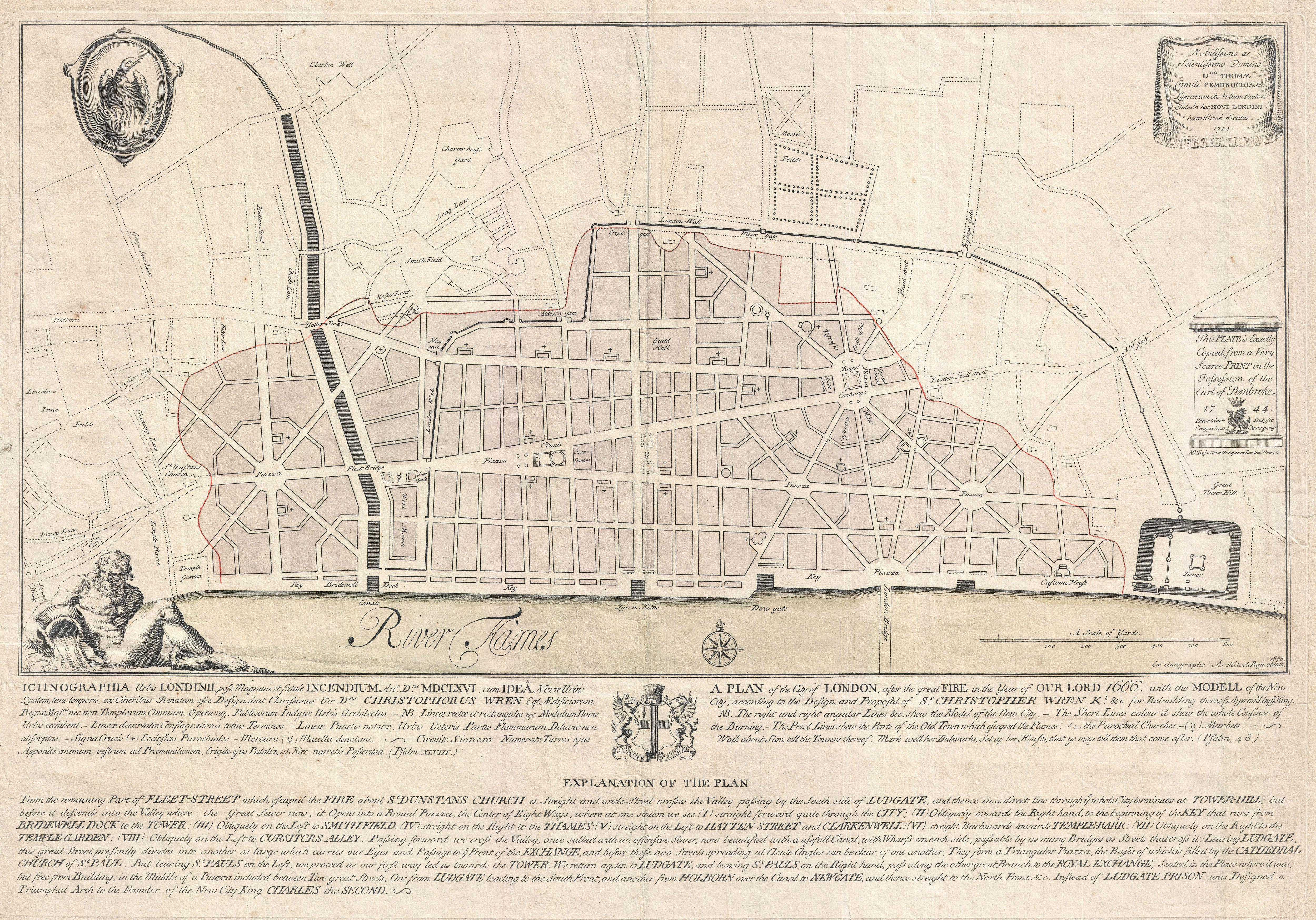
Odrzucony plan odbudowy Londynu autorstwa Christophera Wrena

Od lutego 1667 do grudnia 1668, a następnie od 1670 do 1676, debatowano nad przyjęciem Ustawy o pożarze Londynu z 1666 roku, przedstawionej specjalnie powołanemu w tym celu Sądowi Pożarowemu. Zadaniem sądu, który powstał po ogłoszeniu Ustawy o sporach londyńskich i Ustawie o odbudowie Londynu (1670), było rozstrzygnięcie sporów pomiędzy najemcami a właścicielami budynków odnośnie do tego, kto powinien je odbudować, co uzależniono od zasobności portfela. Rozprawy z reguły znajdowały rozstrzygnięcie w ciągu dnia, ponieważ bez Sądu Pożarowego niezbędna Londynowi do przetrwania odbudowa mogłaby przeciągnąć się o długie lata.
Karolowi II przedstawiono radykalne plany odbudowy zniszczonego City. Wiadomo, że poza Wrenem i Evelynem swoje plany przedstawili również przyrodnik Robert Hooke, architekt Valentine Knight i kartograf Richard Newcourt. Wszystkie propozycje opierały się na systemie hippodamejskim, który utrwalił się już w budownictwie amerykańskim. Gdyby Londyn odbudowano na podstawie któregoś z nich, miasto mogłoby równać się z barokowym przepychem Paryża. Zdaniem archeologa Johna Schofielda, propozycja Wrena „prawdopodobnie sprzyjałaby wydzieleniu klasom społecznym osobnych dzielnic”, wzorem późniejszej wielkiej przebudowy Paryża Haussmanna w połowie XIX wieku. Plan Wrena był szczególnie trudny do wdrożenia, ponieważ wymagałby nadania na nowo bądź odebrania tytułów własności.
Korona angielska i władze City próbowały negocjować kompensaty związane ze znacznym przebudowaniem dzielnicy, ale szybko musiano porzucić nadzieje na zrealizowanie tego pomysłu. Ludzie wzywani do zatrudnienia robotników i zmierzenia działek, na których stały domy, z reguły ignorowali nakazy, martwiąc się o to, czy przeżyją do następnego dnia. Dodatkowo po pożarze wiele osób opuściło stolicę, wskutek czego brakowało pracowników mogących przystąpić do jej odbudowy
Ostatecznie w nowym City znaczną część ulic odtworzono według starego planu. Zdaniem Michaela Hebberta proces ten przyspieszył rozwój badań naukowych i technik kartograficznych, w tym opracowanie planów miast w postaci rzutów. Podczas odbudowy poprawiono warunki sanitarne i przeciwpożarowe: poszerzono ulice, nabrzeża wzdłuż Tamizy stały się otwarte, zakazano budowania domów mogących utrudniać dostęp do rzeki, jak również – co najważniejsze – nakazano wznoszenie budynków z cegły i kamienia. Ustawa o odbudowie Londynu zakazywała wykorzystywania drewna na elewacjach budynków oraz regulowała ceny towarów budowlanych i stawki budowlańców, zapoczątkowując trzyletni okres odbudowy miasta, po upływie którego możliwe było sprzedanie działki. Węgiel został oclony, co miało wspomóc finansowo odbudowę. Większość budynków prywatnych została ukończona w 1671 roku, z kolei na miejscu spalonych w pożarze postawiono nowe, w tym m.in. kolejną katedrę św. Pawła i kilkadziesiąt innych kościołów.
Ekonomista Nicholas Barbon nielegalnie przeprojektował miasto według swoich własnych planów, doprowadzając do rozwinięcia Strandu, St. Giles, Bloomsbury i Holbornu pomimo tego, że po wielkim pożarze kategorycznie zakazano budowania pomiędzy City of London a Westminsterem.

## Pokłosie

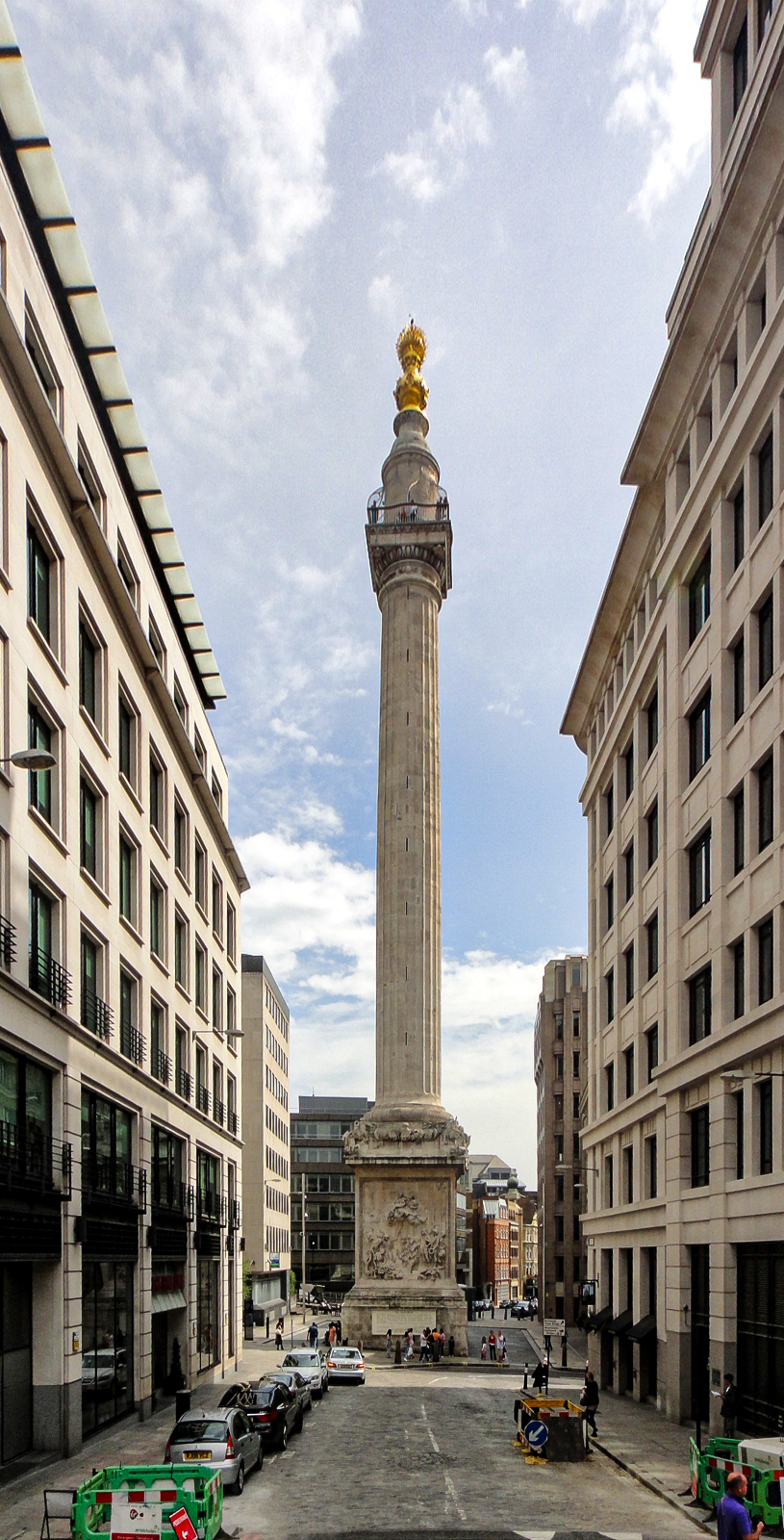
Budowany w latach 1671–1677 Monument to the Great Fire of London stoi niedaleko London Bridge, w miejscu spalonego kościoła

Poza zniszczeniem znacznej części Londynu, wielki pożar miał znaczący wpływ na strefę demograficzną, socjopolityczną, ekonomiczną i kulturową. Doprowadził do „największej zmiany struktury mieszkalnej Londynu aż do czasów blitzu”. Największą liczbę nowych budynków mieszkalnych wybudowano na zachód od miasta, w szerszej perspektywie zwiększył się również ogólny wskaźnik zagęszczenia ludności na przedmieściach wokół niego. W miejsce trzynastu tysięcy zniszczonych domów wybudowano około dziewięciu tysięcy nowych, z czego do 1674 tysiące pozostawały niezamieszkałe. Najemcy, którzy pozostali w Londynie, zauważyli duży spadek kosztów wynajmu.
Ze względu na zniszczenie sklepów i zapasów znacząco osłabł potencjał handlowy City – poszkodowani zostali pozostawieni z olbrzymimi długami i kosztami odbudowy, wobec czego ożywienie gospodarcze po katastrofie dokonywało się powoli. City of London Corporation, organ zarządzający dzielnicą, zadłużył się na dużą kwotę, żeby sfinansować odbudowę; wobec niespłacania zaciągniętych zobowiązań, w 1683 Karol pozbawił go przywilejów. W dzielnicy handlowej budynki przez długi czas pozostawały puste, ponieważ kupcy, którzy uciekli przed pożarem, osiedlili się w innych miejscach. Fundacje charytatywne poniosły znaczne straty finansowe z powodu bezpośrednich kosztów związanych z pożarami, a także utraty dochodów z wynajmu. Pomimo wymienionych czynników, Londyn zachował status miasta o znaczącej przewadze gospodarczej, do czego przyczynił się dostęp do szlaków morskich, jak również fakt, że miasto pozostało stolicą politycznego i kulturalnego życia Anglii.
Według Jacoba Fielda, „sposób, w jaki zareagowano na pożar, obnażył długo skrywaną przez Anglików wrogość wobec katolików, co zamanifestowało się w czasie kryzysu”. Insynuacje, jakoby to katolicy podłożyli ogień, wykorzystywane były w przekazach propagandowych politycznych przeciwników prokatolickiego dworu Karola II, zwłaszcza podczas spisku papieskiego i kryzysu wykluczenia w późniejszym czasie rządów króla. Rojaliści, uważający pożar za dzieło przypadków, stali w kontrze do wigów, kwestionujących lojalność katolików – zwłaszcza księcia Yorku – wobec Anglii.
W 1667 roku w Londynie wprowadzono rygorystyczne przepisy przeciwpożarowe, mające na celu zminimalizowanie w przyszłości ryzyka pożaru oraz ułatwienie ugaszenia go, gdyby już wystąpił. W wyniku wielkiego pożaru zaczęły powstawać pierwsze towarzystwa ubezpieczeniowe, a pierwszym z nich było Nicholas Barbon’s Fire Office. Zatrudniały one własnych strażaków i oferowały zachęty dla klientów, którzy podejmowali środki mające na celu zapobieganie pożarom, np. niższe stawki dla budynków z cegły. Zamieszanie, jakie wywołały osobne jednostki przeciwpożarowe miasta i towarzystw ubezpieczeniowych, doprowadziły ostatecznie do ich połączenia w 1832 roku; powstała wtedy organizacja z czasem przekształciła się w Londyńską Straż Pożarną. Po pożarze w prawie budowlanym większy nacisk położono na działania mające na celu ograniczenie możliwości przemieszczania się ognia pomiędzy budynkami.
Uważa się, że wielka zaraza, która nawiedziła miasto rok wcześniej, zabiła jedną szóstą mieszkańców Londynu, tj. ok. 80 tys. osób. Niektórzy sugerują, że wielki pożar w dłuższej perspektywie ocalił życie wielu londyńczyków, ponieważ w jego wyniku spłonęło mnóstwo domostw niespełniających warunków sanitarnych, tym samym również lęgnące się w nich szczury i pchły roznoszące chorobę, a po wielkim pożarze zaraza nie zbierała już żniwa. Kiedy pod koniec XIX wieku z epidemią zmagał się Mumbaj, jego władze – inspirując się Londynem – postanowiły spalić domy, żeby wyhamować jej rozprzestrzenianie się. Skuteczność tej metody jest kwestionowana m.in. przez Museum of London, które uważa ją za dobrze upowszechniony w świadomości ludzi mit.
Z inicjatywy Karola w pobliżu Pudding Lane wzniesiono sześćdziesięciojedenipółmetrowy Monument to the Great Fire of London, zaprojektowany przez Christophera Wrena i Roberta Hooke’a. W 1681 dodano na nim inskrypcję o treści: „Papieski szał, który doprowadził do tego okropieństwa, nie został jeszcze zduszony”. Kiedy w 1829 roku uchwalono ustawę o emancypacji Kościoła rzymskokatolickiego, adwokat Charles Pearson rozpoczął kampanię mającą na celu usunięcie z pomnika antykatolickiego dopisku, co udało się osiągnąć w roku 1830. W dzielnicy Smithfield, w której – jak się zwyczajowo uważa – pożar wygasł, znajduje się inny poświęcony katastrofie pomnik, Golden Boy of Pye Corner.
Chociaż zaproponowany przez Wrena plan odbudowy Londynu nie wszedł nigdy w życie, miał znaczący wpływ kulturowy. Niewdrożenie go było w późniejszym czasie mocno krytykowane przez wielu autorów, w tym chociażby Daniela Defoe, jak również przez osoby zainteresowane zdrowiem publicznym. Często pojawiał się w podręcznikach do rodzącej się powoli urbanistyki, jak również w dyskusjach o odbudowie Londynu po II wojnie światowej. Wren przedstawiający swój plan znalazł się na specjalnej edycji znaczków pocztowych wydanych przez Royal Mail z okazji 350. rocznicy wielkiego pożaru.
Katastrofa stała się „jednym z głównych motywów siedemnastowiecznej sztuki angielskiej” – w ciągu zaledwie roku od pożaru powstały co najmniej dwadzieścia trzy wiersze o nim – oraz kazań religijnych. W późniejszych czasach do wydarzenia odnosili się m.in. William Harrison Ainsworth w powieści Old St. Paul’s z 1841 oraz twórcy jej filmowej ekranizacji z 1914, Ann Turnbull w powieści Forged in the Fire (2016) i twórcy miniserialu telewizyjnego The Great Fire (2014). W 2016 roku z okazji 350. rocznicy pożaru zorganizowano czterodniowy festiwal London’s Burning, podczas którego m.in. wystawiono poświęcony mu musical Bumblescratch, a na Tamizie spalono studwudziestometrową makietę przedstawiającą siedemnastowieczny Londyn.